# Miantochora lisa
Miantochora lisa là một loài bướm đêm trong họ Geometridae.